# Гробище
Гробище (укр. Гробище) — село в Путильской поселковой общине Вижницкого района Черновицкой области Украины.
До 2020 года входило в Путильский район
Население по переписи 2001 года составляло 301 человек. Почтовый индекс — 59100. Телефонный код — 3738. Код КОАТУУ — 7323581502.